# Geologi
Geologi är vetenskapen om uppkomst, sammansättning och förändring av jordskorpans berg- och jordarter. Geologi ingår som en del inom ämnesområdet geovetenskap. Inom geologin finns flera olika underavdelningar, såsom petrologi, mineralogi, tektonik, sedimentologi, stratigrafi och paleontologi. Jordens utvecklingshistoria studeras inom ämnesområdet historisk geologi. Olika bergarters åldrar kan bestämmas med hjälp av fossil (biostratigrafi) eller olika grundämnens sönderfallshastigheter (geokronologi). Utifrån dessa har ett tidsschema över jordens utveckling fastställts, en så kallad geologisk tidsskala. Den som arbetar med geologi kallas för geolog.

## Historia

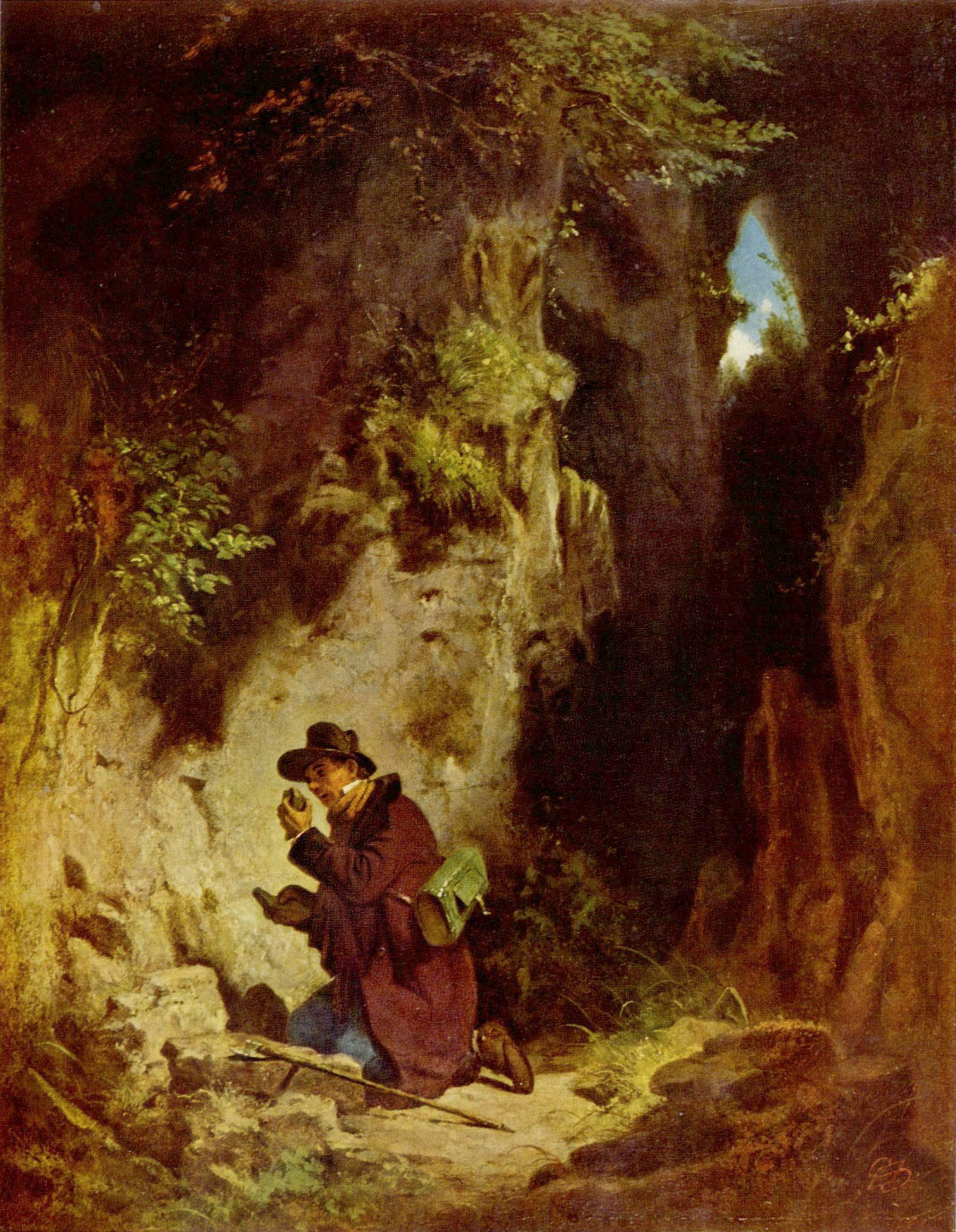
Geologen, 1800-talsmålning av Carl Spitzweg.

Vetenskapligt arbete om jorden och berg har länge utövats; Peri Lithon (om stenar) av den grekiske vetenskapsmannen Theofrastos (372–287 f.Kr.) var ett aktat verk i tusen år. Men geologin som självständig vetenskap, och med den innebörd den ges idag kommer från slutet av 1700-talet. Innan dess hade geologiska frågeställningar hamnat under geografin. Fram till tidigt 1700-tal hade Bibelns skapelseberättelse ett stort inflytande på föreställningen om geologiska processer, till exempel ansågs jorden vara ungefär 6 000 år, enligt beräkningar från händelser i Bibeln.
Leonardo da Vinci var en av de första som verkligen kan kallas geolog.
Dansken Nicolaus Steno studerade geologiska lagerföljder i Toscana och presenterade en avhandling 1669 ("De solido intra solidum naturaliter contento", 'Om en fast kropp som på ett naturligt sätt innesluts i en annan fast kropp')  där han visade hur lagerföljden byggts upp och brutits ned i en kontinuerlig process. Dessa arbeten utfördes då för att stödja konceptet att den globala syndafloden omnämnd i Bibeln står till svars för större delen av våra geologiska formationer. Stenos arbeten blev dock inte riktigt uppmärksammade, förrän de återupptäcktes på 1800-talet.
Under 1700-talet började man så sakta upptäcka att bergskedjorna verkade ha en lång och komplicerad tillkomsthistoria. Fransmannen Jean-Étienne Guettard upptäckte på 1750-talet slocknade vulkaner i Auvergne och Nicolas Desmarest visade på 1770-talet att basalt hade vulkaniskt ursprung.
Efter förebild från Carl von Linné började den tyske bergsmannen Abraham Gottlob Werner samla kring sig en skara lärjungar och bilda en vetenskaplig skola för studiet av olika bergarter, och klassificerade dem i grupper efter sitt läge i berget - äldst "grundberget" eller "urberget", så "övergångsberget" och "flötsberget" samt yngst "de hopsvämmade bergen". Werner menade att alla bergarter, förutom ett mindre antal yngre lavabergarter och några som bildats på kemisk väg, var avsatta som sediment i havet.
James Hutton lade i Theory of the Earth, med undertiteln an Investigation of the Laws Observable in the Composition, Dissolution and Restoration of Land upon the Globe 1785 fram sina plutonistiska teorier som gick ut på att alla bergarter var vulkaniskt bildade och råkade där i konflikt med Abraham Gottlob Werner och hans neptunism som i stället gick ut på att bergarterna var sedimentärt bildade. Huttons vän John Playfair kom 1803 att popularisera hans teorier, och under 1800-talet kom plutonismen att få allt starkare stöd, och Werners gamla lärjungar Leopold von Buch och Alexander von Humboldt gick över till plutonismen, vilket markerade en seger för denna skola.
Lantmätaren William Smith hade i slutet av 1700-talet observerat att olika bergavlagringar verkade innehålla olika typer av fossil, och genom William Bucklands insatser i början av 1800-talet där han jämförde bergarternas lagerföljd i olika länder, kunde han hitta samstämmighet i lagrens ordningsföljd och bygga en kronologisk serie över deras tillkomsttid.
Någon säker datering av lagren eller fanns inte, och en annan vetenskaplig strid pågick samtidigt mellan katastrofister som Buckland och Georges Cuvier som tänkte sig en rad på varandra följande naturkatastrofer som hastigt förändrat livet på jorden och uniformister som tänkte sig att ett långsamt och uniformt skeende format jorden. Redan James Hutton hade anslutit sig till tanken på långsamt verkande processer, men "aktualismteorin" som den under 1800-talet kom att kallas och vilken gick ut på att samma processer som ännu är aktiva hade format jorden under mycket lång tid framställdes först av Karl Ernst Adolf von Hoff 1822, därefter av Charles Lyell 1833 i hans viktiga Principles of Geology som från mitten av 1800-talet kom att helt dominera geologin.
Geologiämnets historia i Sverige kan läsas här: Geologin i Sverige

## Geologisk tidsskala

Geologisk tidsskala i ett diagram som kallas en geologisk klocka, som visar de relativa längderna av eonerna i jordens historia.

Den geologiska tidsskalan sträcker sig över jordens historia. Den börjar omkring inledningen till solsystemets bildande för 4,567 miljarder år sedan och jordens bildande för 4,54 miljarder år sedan och sträcker sig till nutid.

### Viktiga milstolpar
- 4,567 miljarder år sedan: Solsystemet bildas[7]
- 4,54 miljarder år sedan: Jorden bildas[8][9]
- c:a 4 miljarder år sedan: Slutet av Sena tunga bombardemanget, livet uppstår
- c:a 3,5 miljarder år sedan: Fotosyntes börjar
- c:a 2,3 miljarder år sedan: Syresatt atmosfär, första snöbollsjorden
- 730–635 miljoner år sedan: två perioder av snöbollsjord
- 542 ±0,3 miljoner år sedan: Kambriska explosionen – stor ökning av fossilbildande livsformer; början till paleozoikum
- c:a 380 miljoner år sedan: Första Ryggradsdjuren på land
- 250 miljoner år sedan: Perm–trias-utdöendet – 90 % av alla landdjur dör. Slutet av paleozoikum och början till mesozoikum
- 65 miljoner år sedan: Krita/Tertiär-gränsen – Dinosaurierna dör ut; slutet av mesozoikum och början till kenozoikum
- c:a 7 miljoner år sedan – nutid: Hominider
  - c:a 7 miljoner år sedan: första hominiderna uppträder
  - 3,9 miljoner år sedan: Australopithecus uppträder, en direkt förfader till Homo sapiens.
  - 200 000 år sedan: Första moderna homo sapiens uppträder i östra Afrika

### Kortfattad tidsskala
Den andra och tredje tidsaxeln är utdrag ur föregående axel (markerat med gröna och röda asterisker). Den senaste epoken, holocen är för kort för att kunna visas tydligt på den tredje axeln.

### Datering
Geologiska händelser kan antingen anges med exakta tidpunkter, eller i relation till andra händelser före och efter i tiden. Inom geologin finns ett antal metoder både för absolut och relativ datering.

#### Relativ datering

Genomskäranden kan användas för att bestämma de relativa åldrarna hos strata och andra geologiska strukturer.
Förklaring:(A äldst och F yngst)
A - veckad strata genomskuren av en förkastning
B - stor intrusionskropp (skär genom A)
C - erosionsplan (skär genom A och B) på vilket nya strata lagrats
D - vulkanisk gång (skär genom A, B och C)
E - yngre strata som överlagrar C och D
F - normalförkastning (skär genom A, B, C och E)

Metoder för relativ datering utvecklades när geologin började utvecklas till en formell vetenskap. Geologer använder fortfarande följande principer, men de kan kompletteras med absolut datering.
Principen om intrusiva relationer behandlar inträngande intrusiva kroppar. Där en intrusiv magmatisk bergart skär genom en sedimentär bergart är intrusionsbergarten yngre än den sedimentära. Det finns flera olika typer av intrusioner: Lakkoliter, batholiter och gångar.
Principen om genomskäranden behandlar i huvudsak förkastningar, och sekvensen de skär genom. Förkastningar är yngre än berget de skär genom. Om en förkastning skär genom vissa lager, men inte andra så är de genomskurna äldre än förkastningen och de ogenomskurna yngre(jämför förkastningarna A och F med lager C i figuren intill).
Principen om inneslutningar anger att i sedimentära bergarter med inneslutningar av andra bergarter så är de inneslutna bergarterna äldre. Till exempel är det vanligt vid bildning av sedimentära bergarter att grus från en äldre bergart rivs upp och innesluts i den nya. En liknande situation för magmatiska bergarter är Xenoliter.
Principen om uniformitarianism anger att de processer som modifierar jordytan nu fungerade liknande i historien.
Principen om ursprunglig horisontalitet anger att sediment i huvudsak avsätts i plana bäddar. Studier av moderna sediment över och under vatten stödjer denna princip. Vid korsvisa bäddar avsätts inte sedimenten horisontellt, men hela enheten är horisontell.
Principen om superponering anger att ett sedimentärt lager i en lagerföljd som är opåverkad av tektoniska processer är yngre än lagret under, och äldre än lagret över. Logiskt sett kan inte ett yngre lager bildas under ett som redan fanns på plats. Utifrån denna princip han kan betrakta sedimentära lager som en vertikal tidslinje, som helt eller delvis beskriver tiden från det understa lagret avsatts till det översta.
Principen om faunans växlingar baseras på förekomsten av fossil i sedimentära bergarter. Eftersom organismer finns ungefär samtidigt över hela världen kan deras förekomst eller avsaknad användas för att bestämma den relativa ålder på formationen som de är inneslutna i.

#### Absolut datering
Geologer kan också precist datera geologiska händelser. Dessa dateringar kan användas för sig själva eller tillsammans med relativa metoder, eller för att kalibrera de relativa dateringsmetoderna.
De första absoluta dateringsmetoderna bland annat genom mätning av radioaktiva isotoper uppkom i början på 1900-talet och innebar stora framsteg för geologin eftersom de förändrade och fördjupade förståelsen för den geologiska tidsskalan. Tidigare hade geologerna endast kunnat använda sig av fossil för att kunna datera bergarter relativt varandra, men med isotopdatering kunde de fossilbärande bergarterna dateras precist och de äldre relativa fossilsekvenserna kunde uppdateras med nya absoluta åldrar.
I många geologiska tillämpningar mäts isotopförhållandet i en bergart, och detta kan användas för att beräkna tiden sedan bergarten passerade sin kristallisationstemperatur och kristalliserade. Detta eftersom de radioaktiva isotoperna då binds i bergartens kristallgitter, och inte längre kan diffundera ut och in i gittret. Isotopförhållandena används i geokronologiska och termokronologiska studier. Vanliga metoder för isotopdatering är Uran-bly-metoden, Argon–argondatering och uran-thoriumdatering.

## Geologiska material
| Förklaring, material: A. Extrusiva magmatiska bergarter B. Intrusiva magmatiska bergarter C. Magma D. Metamorfa bergarter E. Sedimentära bergarter F. Sediment | Förklaring, processer: 1. Vittring 2. Konsolidering 3. Kristallisering 4. Smältning 5. Metamorfos 6. Litifiering (kompaktion och cementering) 7. Deposition 8. Transport 9. Exponering |

Merparten av den geologiska data som finns kommer från forskning på fasta jordmaterial, dessa kan antingen benämnas som berg eller okonsoliderade material, jord.

### Bergarter
Det finns tre huvudtyper av bergarter: magmatiska, sedimentära och metamorfa. Bergartscykeln är ett system som beskriver hur dessa tre bergartstyper bildas och ombildas ur varandra och magma. När en bergart kristalliserar från en smälta (magma eller lava) är det en magmatisk bergart. Denna bergart kan vittra och erodera och sedan sedimentera och kompakteras till en sedimentär bergart. Den kan också genomgå metamorfos på grund av tryck och temperatur som förändrar mineralsammansättningen och därmed bilda en metamorf bergart. Sedimentära bergarter som utsätts för högt tryck och temperatur kan också genomgå metamorfos och bilda metamorfa bergarter. Metamorfa och sedimentära bergarter kan också vittra, erodera, sedimentera och bilda nya sedimentära bergarter. Metamorfa bergarter kan genomgå ytterligare metamorfos. Alla tre bergartstyper kan också smälta, och när detta händer bildas en ny magma, från vilken nya magmatiska bergarter kan bildas.

### Okonsoliderade material
Geologer studerar även okonsoliderade material, som kan delas in i sediment och jordarter och oftast är nyare än bergarterna. Studier av dessa kallas kvartärgeologi, eftersom de sannolikt bildats under kvartär, den senaste perioden i den geologiska tidsskalan. Kvartärgeologin innefattar sediment och jordarter.

## Global uppbyggnad

### Plattektonik

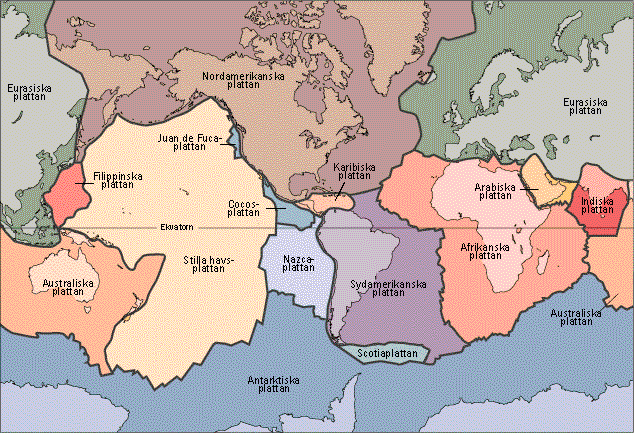
De tektoniska plattorna kartlades under 1900-talet.

Jordens litosfär är uppdelad i ett antal tektoniska plattor som rör sig ovanpå den plastiskt deformerande astenosfären. Det finns ett nära samband mellan rörelser hos de tektoniska plattorna och mantelkonvektion: rörelser hos oceanplattorna rör sig alltid i samma riktning som mantelkonvektionen eftersom litosfären i oceanplattorna består av det översta, fasta lagret av manteln. Detta samband mellan rörelser hos fasta plattor på jordens yta och konvektion i dess inre kallas plattektonik.
Upptäckten av plattektonik gav förklaringar till en rad geologiska fenomen på jordytan och havsbotten. Långa linjära egenskaper kunde förklaras som plattgränser.
Mittoceanska ryggar, höjdpartier på havsbotten där hydrotermiska öppningar och vulkaner finns kunde förklaras som divergenta plattgränser, där två plattor rör sig isär från varandra. Bågar med många vulkaner och jordbävningar kunde på samma sätt identifieras som Subduktionszoner, där en platta tvingas in under en annan. Omvandlingsgränser, som San Andreasförkastningen resulterar i vidsträckta, kraftfulla jordbävningar. Plattektonik utgör också en förklaring till Alfred Wegeners teori om kontinentaldrift där kontinenterna rör sig över jordytan. Plattektonikens styrka ligger i att den kan kombinera och förklara alla de ovan nämnda fenomenen i en samlad teori om hur litosfären rör sig på den konvekterande manteln.

### Jordens uppbyggnad

Jordens olika lager. (1) inre kärnan; (2) yttre kärnan; (3) undre manteln; (4) övergångszon; (5) yttre manteln; (6) jordskorpan

Jordens lagerstruktur, typiska vågrörelser från en jordbävning likt dessa gav seismologer insikt i de olika lager som utgör jorden.

Framsteg inom seismologi, datormodellering, mineralogi och kristallografi vid höga temperaturer och tryck ger kunskap om den inre sammansättningen och uppbyggnaden hos jorden.
Seismologer kan använda ankomsttider hos seismiska vågor för att kartlägga jordens inre. Tidigt kunde man visa att jorden har en flytande yttre kärna (där transversella vågor inte kunde spridas) och en tät inre kärna. Detta ledde till att en lagermodell med jordskorpa och litosfär ytterst, manteln under och en yttre och en inre kärna innerst. På senare år har mer detaljerade mätningar av hur våghastigheter förändras i jordens inre kunnat utföras. Dessa mätningar har lett till mycket mer detaljerade modeller av jorden.

## Geologisk utveckling av ett område
| A | Strike-slip-förkastningar inträffar när bergssidor rör sig horisontellt relativt varandra. |
| B | Normalförkastningar inträffar när bergssidor glider isär.                                  |
| C | Reversförkastningar inträffar när en bergssida glider in under en annan.                   |

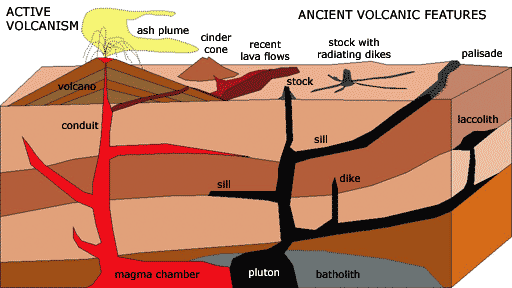
En ursprungligen horisontell sekvens av sedimentärt berg (ljusbruna nyanser) påverkas av magmatisk aktivitet. Djupt ned finns en magmakammare och stora magmatiska kroppar. Magmakammaren förser vulkanen med lava, och skickar ut magma som stelnar till gångar (sill och dike). Magma avancerar även uppåt för att bilda intrusiva magmatiska kroppar. Figuren visar både en konvulkan som släpper ut aska, och en stratovulkan som släpper ut båda lava och aska.

En illustration av tre typer av förkastningar:

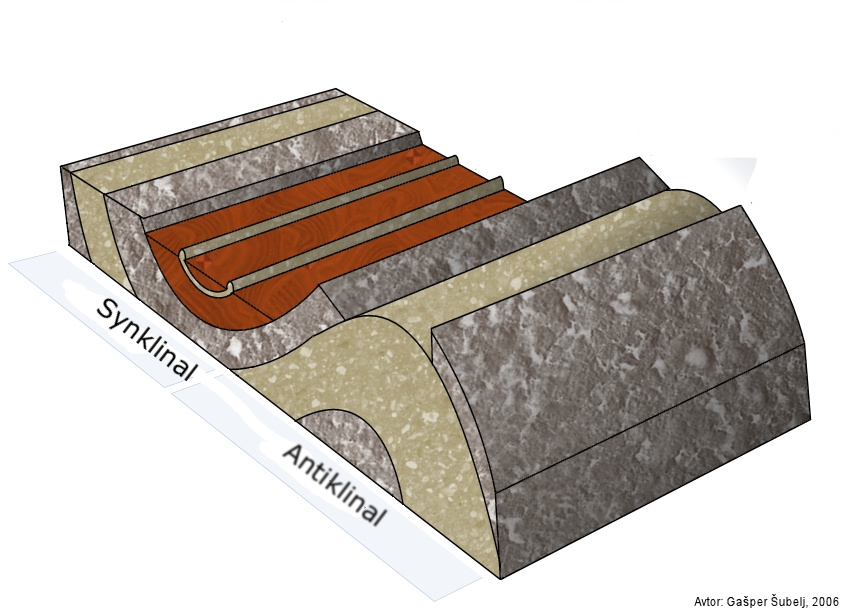
Bilden visar synklin (tråg) och antiklin (topp).

Geologin i ett område utvecklas allteftersom bergkroppar avsätts på och tränger in i befintligt berg, och deformerande processer förändrar deras form och placering. Avsättning inträffar när partiklar sedimenterar och litifierar till sedimentära bergarter eller när lava flyter ut och täcker den befintliga bergytan. Magmatiska intrusioner såsom batoliter, lakkoliter och gångar tränger upp i ovanliggande berg och kristalliserar allteftersom de svalnar. Efter att bergartssekvensen har avsatts kan den deformeras eller genomgå metamorfos. Deformationer uppstår som en effekt av att bergmassan trycks ihop, eller dras isär horsontellt eller utsätts för skjuvning. Dessa deformationer hänger vanligen samman med de olika plattektoniska gränserna.
När bergskroppar utsätts för horisontellt tryck blir de kortare och tjockare. Eftersom volymen inte ändras nämnvärt sker deformationerna huvudsakligen på två sätt: genom förkastningar och genom veckning. I den övre delen av jordskorpan, där spröda deformationer kan inträffa bildas reversa förkastningar, och eftersom bergarter djupare ned ofta är äldre (lagen om superponering ovan) kan dessa förkastningar leda till att äldre berg hamnar ovanpå yngre.
Rörelser längs förkastningar kan resultera i veckning antingen eftersom förkastningen inte sker plant eller för att berglagren dras med, och bildar dragveck. Djupare ned i jordskorpan uppför sig berggrunden plastiskt och veckas snarare än att bilda förkastningar. Dessa veck kan antingen ske så att mitten på vecket böjer uppåt, antiform, eller så att mitten böjer nedåt, synform. Om antiformen och synformen behåller sina riktningar kallas de antiklin och synklin, och om de inte gör det kallas de omkullvälta.
Högre tryck och temperaturer i samband med horisontell sammanpressning kan orsaka både veckning och metamorfos hos bergarterna. Metamorfosen orsakar förändringar i mineralkompositionen hos bergarterna. Dessa förändringar kan till exempel vara foliation, mineralkornen blir utplattade eller att originalstrukturen försvinner, till exempel skikt hos sedimentära bergarter, flödesmönster från lavor och kristallmönster hos kristallina bergarter. Förlängning får bergkropparna att bli längre och tunnare. Detta sker främst genom normalförkastningar och plastisk utsträckning. På plateser där bergkroppar glider mot varandra bildas strike-slip-förkastningar nära ytan och skjuvzoner på större djup där berget deformeras plastiskt.
Tillkomst av nya bergkroppar både genom deposition och intrusion, inträffar ofta samtidigt som deformationer. Förkastningar och andra deformationsprocesser resulterar i topografiska gradienter, som får den stigande sidan att erodera och deponeras på den sjunkande sidan. Om förkastningsrörelsen fortsätter bildas mer utrymme för erosionsprodukter att sedimentera på. Deformationer hänger ofta ihop med vulkanism och magmatisk aktivitet. Vulkanisk aska och lava ackumuleras på ytan, och magmatiska intrusioner tränger in underifrån. Gångar, som är långa plana intrusioner fyller sprickor och sprickzoner, och därför finns ofta många inslag av gångbergarter på platser där bergsmassan har deformerats.
Alla processer som nämns ovan behöver inte äga rum på varje plats, och behöver inte nödvändigtvis inträffa i en enda bestämd ordning. Hawaii till exempel består nästan uteslutande av lager av basaltiska lavaflöden. De sedimentära lager som finns i centrala USA, som kan skådas i Grand Canyon består nästan uteslutande av snart sagt odeformerade lager, som har legat stilla sedan kambrium. Andra områden är mycket mer komplexa. I sydvästra USA har sedimentära, vulkaniska och intrusiva bergkroppar genomgått metamorfos, utsatts för förkastningar och veckats.

## Geologisk metodik
Geologer använder sig av ett antal fält- laboratorie- och numeriska modelleringsmetoder för att tyda jordens historia och förstå de processer som sker inuti och på jordens yta. I typiska geologiska undersökningar använder geologer främst information relaterad till petrologi (studier av bergarter), stratigrafi (studier av sedimentära lager) och strukturgeologi (studier av bergarters förhållanden till varandra och deras deformationer). I många fall studeras även moderna jordarter, floder, landskap och glaciärer samt biogeokemiska vägar och geofysiska metoder för att undersöka jorden under ytan.

### Fältmetoder

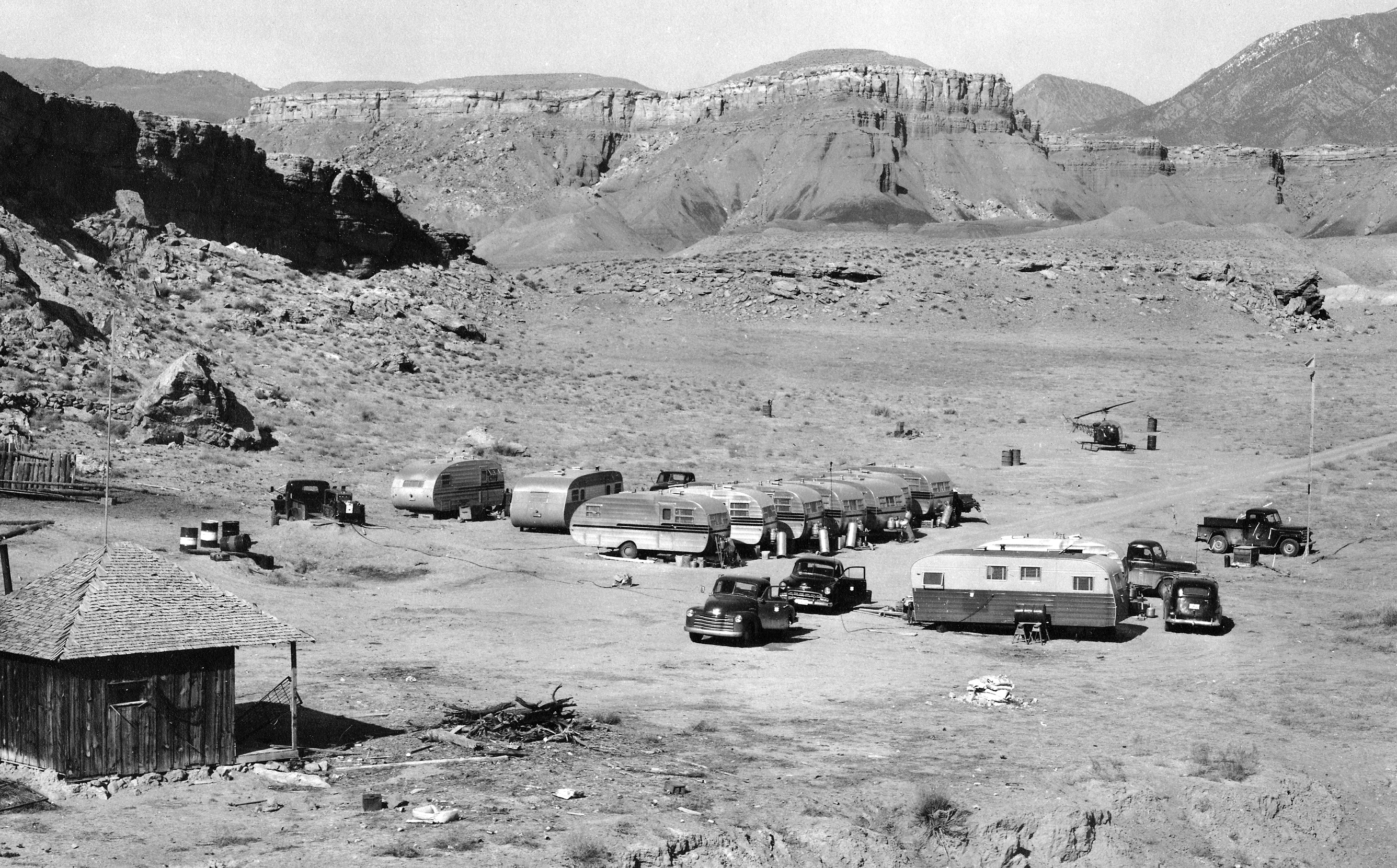
Ett typiskt läger på 1950-talet för geologer som fältkarterar åt USGS

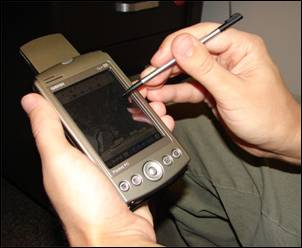
Idag används ofta handdatorer med GPS och GIS-programvara för geologiskt fältarbete.

Geologiskt fältarbete varierar beroende på vad som ska undersökas. Nedan listas metoder som används i vissa situationer.
- Geologisk kartering[16]
  - Strukturell kartering: Lokaliserar större bergskroppar, och de förkastningar och veckningar som tagit dem dit.
  - Stratigrafisk kartering: Lokaliserar facies.
  - Ytkartering: Lokaliserar jordarter och avlagringar på jordytan
- Kartläggning av topografiska egenskaper 
  - Framställande av topografiska kartor[17]
  - Bilda förståelse för förändring i landskapet, såsom:
    - Erosionsmönster och avlagringar
    - Förändringsmönster hos floder; meander
    - Släntprocesser
- Underjordskartering genom geofysiska metoder[18]
  - Dessa metoder innefattar:
    - Grunda seismologiska kartläggningar
    - Markgenomträngande radar
    - resistivitetsmätningar

  - och används för att:
    - Finna petroleum och malm
    - Finna grundvatten
    - Finna arkeologiska lämningar
- Högupplöst stratigrafi
  - Mätning och beskrivning av stratigrafiska områden på jordytan
  - Brunnsborrning och undersökningar av borrhål
- Biogeokemi och geomikrobiologi[19]
  - Provtagning för att:
    - Bestämma biokemiska vägar
    - Identifiera nya organismer. Dessa organismer kan användas för att:
    - Identifiera nya kemiska föreningar

  - och använda dessa upptäckter för att:
    - Förstå hur det tidiga livet på jorden fungerade, och dess metabolism
    - Finna viktiga föreningar som kan användas i läkemedel
- Paleontologi: utgrävning av fossil
  - För att förstå tidigare liv på jorden och evolutionen
  - Till museer och utbildning
- Insamlande av prover till geokronologi och termokronologi[20]
- Glaciologi: mäta kännetecken och rörelser hos glaciärer.[21]

### Laboratoriemetoder

#### Petrologi
Petrologer identifierar bergprover i laboratorium som ett komplement till fältkartering av bergarter. Två av de grundläggande metoderna för att identifiera bergarter i laboratorium är genom optiskt mikroskop och med elektronmikrosond. I en optisk analys av mineralen i bergprov undersöks tunna skivor av provet i ett mikroskop. Mineralen i provet bestäms med hjälp av kunskap om deras egenskaper i olika former av polariserat ljus. Vid ekektronmikrosondering analyseras den exakta kemiska sammansättningen och variationer inom varje kristall hos en del av ett bergartsprov. Studier av stabila och radioaktiva isotoper ger insikt om den geokemiska utvecklingen av bergenheter.
Petrologer använder sig av data om små bubblor av vätska och gas som inneslutits i mineralkristaller och utför fysiska experiment under hög temperatur och högt tryck för att förstå vid vilka tryck och temperaturer som olika mineral bildas och hur de förändras genom magmatiska och metamorfa processer. Dessa studier kan sedan användas för att förstå metamorfa processer och kristallisation av magmatiska bergarter. Studierna kan även bidra till att förklara de processer som sker inuti jorden, till exempel subduktion och magmakammare.

#### Strukturgeologi

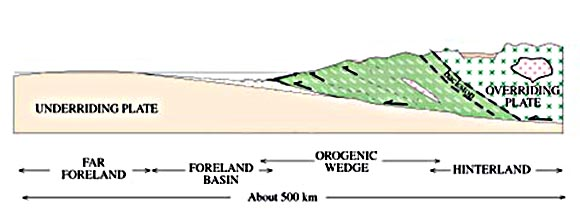
Ett diagram över en hur en orogen kil bildas. Kilen växer genom inre förkastningar och längs den huvudsakliga undre förkastningen som kallas décollement. Formen byggs upp till en kritisk spets, i vilken vinklarna i kilen blir konstanta, eftersom brott inom kilen balanserar brott längs décollementet. Detta fungerar på samma sätt som en bulldozer som skjuter en hög jord framför sig (bulldozern i detta fallet är plattan som hamnar överst)

Strukturgeologer analyserar tunna skivor av geologiska prover för att finna den strukturella sammansättningen i provet som ger information om spänningar i kristallstrukturen hos bergarten. De kombinerar även mätningar på geologiska strukturer för att rekonstruera de historiska bergdeformationerna i området.
Strukturgeologiska analyser genomförs ofta genom att riktningen hos olika särdrag plottas i stereografiska projektioner. En sådan projektion projicerar en sfär på ett plan, där plan i sfären blir linjer och linjer blir punkter. Dessa projektioner kan användas för att hitta veckaxlar, förhållanden mellan förkastningar och förhållanden mellan andra geologiska strukturer.
Till de mest välkända experimenten inom strukturgeologin hör de med orogena kilar, som är de zoner där bergskedjor bildas längs konvergenta tektoniska plattgränser. 
I den analoga versionen av sådana experiment dras horisontella sandlager mot ett stopp, vilket ger realistiska förkastningsmönster och bildar en orogen kil. Numeriska modeller av orogena kilar fungerar på samma sätt, men är mer sofistikerade och kan ta hänsyn till erosionsmönster och höjningar i bergskedjan. Dessa modeller bidrar till förståelse om förhållandet mellan erosion och formen hos en bergskedja.

#### Stratigrafi

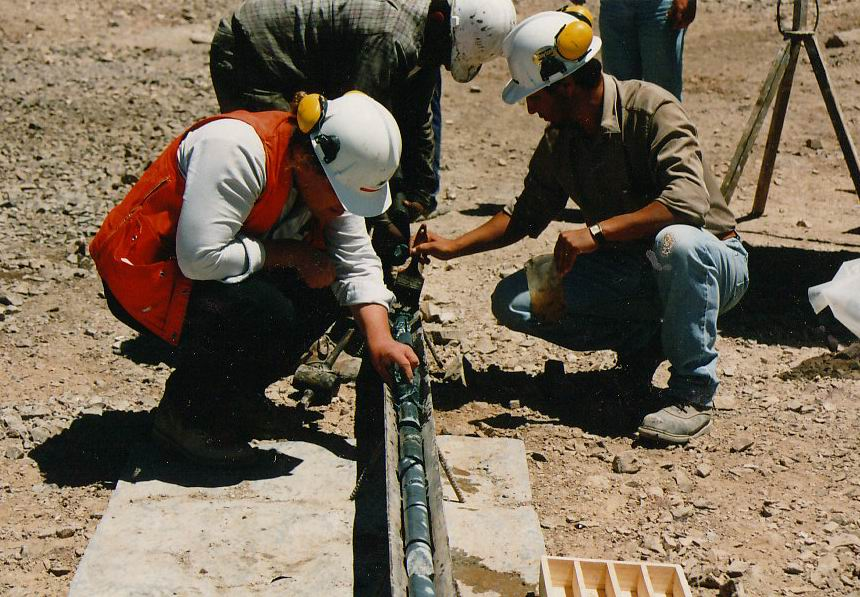
Geologer undersöker en nyligen upptagen borrkärna. Chile, 1994.

I laboratorium undersöker stratigrafer prover av stratigrafier som kan samlas in i fält, till exempel borrkärnor. Stratigrafer analyserar även data från geofysiska undersökningar som visar stratigrafin under markytan. Geofysiska data och borrhålsundersökningar kan kombineras för att få en bättre bild av hur det ser ut under markytan. Till detta används ofta datorprogram som arbetar i tre dimensioner. Denna data kan sedan användas för att rekonstruera uråldriga processer som inträffat på jordytan, tolka miljön och därigenom lokalisera områden lämpliga för att utvinna vatten, kol, eller petroleum.
Biostratigrafer utför även laboratorieanalyser på fossil i bergprover från hällar och borrkärnor. Dessa fossil bidrar till förståelse om sedimentationsmiljön som bergproverna bildats i. Geokronologer daterar bergarter inom stratigrafin för att få snävare intervall kring tid och hastighet för depositionen.  Det går även att analysera magnetiska förändringar i magmatiska bergarter i borrkärnor.

#### Sedimentologi
Sedimentologi är studier av sediment och de processer som bildat sedimenten. Sedimentens kretslopp kan beskrivas enligt följande: vittring, erosion, transport, avsättning, diagenes och litifikation. Vittring är nedbrytning av bergarter till jord eller sediment, antingen fysiskt eller kemiskt. Erosion förflyttar lösa sediment från en plats till en annan. Transport är den huvudsakliga rörelsen som sedimenten utsätts för från att de lösgörs från berget tills att de hamnar i havet.

## Tillämpad geologi
Geologisk kunskap är till stor nytta vid flera olika tillfällen. Upptäckter av nya mineral kan ge upphov till nya, bättre material. Inom samhällsplaneringen spelar geologin en stor roll på flera olika sätt. En bergarts mekaniska egenskaper är viktiga för att man ska kunna bryta rätt sorts material till ballast för vägar och järnvägar. Det är viktigt att man tar reda på hur geologiskt stabilt ett område är så att det inte finns risk för skred när en lera kommer i rörelse på grund av mycket regn. Spricksystemen i berggrunden fungerar som viktiga transportörer av grundvatten, vilket innebär att miljöföroreningar och utsläpp som når ner till grundvattnet kan spåras om man har kunskap om hur vattnet i ett område rör sig.

### Ekonomisk geologi
De geologer som arbetar med ekonomisk geologi inriktar sig på att finna och hantera jordens naturresurser. De resurser som mest arbete riktas mot är petroleum och kol för energiutvinning och malm för metallutvinning.

#### Gruvgeologi
Gruvgeologi behandlar utvinnande av mineralresurser ur jordskorpan. Några resurser av ekonomiskt intresse är ädelstenar, metaller och många mineraler, såsom asbest, perlit, glimmer, fosfater, zeoliter, lera, pimpsten, och även grundämnen som svavel, klor och helium.

#### Petroleumgeologi
Petroleumgeologer studerar platser i jordskorpan som kan innehålla kolväten som går att utvinna, främst petroleum och naturgas. Eftersom många petroleumfynd är i sedimentärbäcken studerar petroleumgeologer även bildandet och den tektoniska utvecklingen av dessa bäcken.

### Geoteknik och jordmekanik
Inom Väg- och vattenbyggnadsteknik används geologiska principer och analysmetoder för att bestämma de mekaniska egenskaperna för det material som byggnader och andra konstruktioner byggs på. Detta möjliggör att tunnlar kan byggas utan att rasa; broar och skyskrapor kan byggas med robust grund och för byggnader på lera kan sättningar minimeras.

### Hydrologi och miljöfrågor
Geologi och geologiska principer kan även tillämpas på miljöproblem såsom att återställa flodfåror vars lopp påverkats, eller att sanera gamla industritomter. Hydrogeologi används för att finna grundvatten, något som är särskilt viktigt för att förse torra områden med oförorenat vatten. Hydrogeologi kan också användas för att övervaka och förutse utbredningen av föroreningar i grundvattenbrunnar.
Geologer samlar data genom stratigrafier och borrhål, där även borrkärnor och iskärnor kan utvinnas. Iskärnor och sedimentkärnor används för att få kännedom om hur till exempel nederbördsmängder, temperaturen och havsnivån har varierat över tiden. Dessa data är den huvudsakliga informationskällan om den globala klimatförändringen, bortsett från mätdata.

### Naturkatastrofer
Geologer och geofysiker studerar naturkatastrofer för att kunna stadga säkra byggnormer och varningssystem som undviker att egendom och liv går till spillo. Några exempel på sådana naturfenomen, som är relevanta för geologi är:
- Laviner
- Jordbävningar
- Översvämningar
- jordskred
- Sättningar
- Vulkaner
- Tsunamier
- Slukhål